# För fäderneslandet
För fäderneslandet är en svensk dramafilm från 1914 i regi av Georg af Klercker och Lasse Ring. 

## Om filmen
Filmen premiärvisades 30 november 1914 på Gyllene Göken i Stockholm och Victoria i Malmö. Filmen spelades in vid Svenska Biografteaterns ateljé på Lidingö med vissa studiotagningar i Köpenhamn och exteriörer från Sollefteå av Henrik Jaenzon.

## Rollista (i urval)
- Georg af Klercker – Ivan von Kaunowitz, officer och greve
- Lilly Jacobsson – Ebba von Tell
- J. Lange – Gunhild, fiskarflicka